# Krishnarajpet
Krishnarajpet è una suddivisione dell'India, classificata come town panchayat, di 22.473 abitanti, situata nel distretto di Mandya, nello stato federato del Karnataka. In base al numero di abitanti la città rientra nella classe III (da 20.000 a 49.999 persone).

## Geografia fisica
La città è situata a 12° 39' 18 N e 76° 29' 18 E e ha un'altitudine di 789 m s.l.m..

## Società

### Evoluzione demografica
Al censimento del 2001 la popolazione di Krishnarajpet assommava a 22.473 persone, delle quali 11.566 maschi e 10.907 femmine. I bambini di età inferiore o uguale ai sei anni assommavano a 2.639, dei quali 1.272 maschi e 1.367 femmine. Infine, coloro che erano in grado di saper almeno leggere e scrivere erano 15.752, dei quali 8.855 maschi e 6.897 femmine.